# Конкакафов позивни турнир у фудбалу за жене 1993.
Конкакафов позивни турнир у фудбалу за жене 1993. је био је друго издање Конкакафовог шампионата у фудбалу за жене, турнира Фудбалске конфедерације Северне Америке, Централне Америке и Кариба. Турнир се одржао на Лонг Ајленду, Њујорк, Сједињене Америчке Државе, од 4. до 8. августа 1993. године и учествовала су 4 репрезентације, од којих је један, репрезентација Новог Зеланда, био позвани гост.

## Земље учеснице
Учествовале су три фудбалске репрезентације чланице Конкакафа и један гост члан ОФКа, репрезентација Новог Зеланда:
| Земље учеснице   | Земље учеснице | Земље учеснице    | Земље учеснице | Земље учеснице |
| ---------------- | -------------- | ----------------- | -------------- | -------------- |
| Сједињене Државе | Канада         | Тринидад и Тобаго | Нови Зеланд    |                |

## Финална табела
| Екипа             | Бод | Ута | Поб | Нер | Изг | ГД | ГП |
| ----------------- | --- | --- | --- | --- | --- | -- | -- |
| Сједињене Државе  | 9   | 3   | 3   | 0   | 0   | 13 | 0  |
| Нови Зеланд       | 4   | 3   | 1   | 1   | 1   | 7  | 3  |
| Канада            | 4   | 3   | 1   | 1   | 1   | 4  | 1  |
| Тринидад и Тобаго | 0   | 3   | 0   | 0   | 3   | 0  | 20 |

| Канада                                                          | 4 : 0    | Тринидад и Тобаго |
| --------------------------------------------------------------- | -------- | ----------------- |
| Силвана Буртини 20’ · Лидија Вамош 40’, 50’ · Чермејн Хупер 79’ | Извештај |                   |

| Сједињене Државе                                      | 3 : 0    | Нови Зеланд |
| ----------------------------------------------------- | -------- | ----------- |
| Кристин Лили ?’ · Керин Џенингс ?’ · Сера Рафанели ?’ | Извештај |             |

| Канада | 0 : 0    | Нови Зеланд |
| ------ | -------- | ----------- |
|        | Извештај |             |

| Сједињене Државе | 9 : 0    | Тринидад и Тобаго |
| --- | -------- | ----------------- |
| Џој Фосит ?’ · Кристин Лили ?’ · Тиша Вентурини ?’ · Керин Џенингс ?’ · Кристина Кауфман ?’ · Мишел Ејкерс ?’, ?’ · Сера Рафанели ?’ · ? ?’ | Извештај |                   |

| Нови Зеланд | 7 : 0 | Тринидад и Тобаго |
| ----------- | ----- | ----------------- |
|             |       |                   |

| Сједињене Државе | 1 : 0    | Канада |
| ---------------- | -------- | ------ |
| Џој Фосит ?’     | Извештај |        |